# Gnophos elahi
Gnophos elahi là một loài bướm đêm trong họ Geometridae.